# Kuntsevskaja
Kuntsevskaja (ryska: Кунцевская), är en station på Arbatsko–Pokrovskajalinjen och Filjovskajalinjen i Moskvas tunnelbana. Den är västra slutstationen för Filjovskajalinjen.

## Byten
På Kuntsevskaja kan man byta mellan Filjovskajalinjen (ljusblå linjen) och Arbatsko-Pokrovskaja-linjen (mörkblå). Filjovskajalinjen har sin västra slutstation här, medan Arbatsko-Pokrovskaja går mot (nord)väst och öst.
| Unknown BSicon "b" | One way forward | One way backward | Track end start |  |

| Unknown BSicon "b" | Straight track | Unknown BSicon "ABZg2" | Unknown BSicon "STR+c3" |  |

| Unknown BSicon "b" | Straight track | Unknown BSicon "STR+c1" | Unknown BSicon "ABZg+4" |  |

| Unknown BSicon "b" | Unknown BSicon "uPSTR(R)" | Unknown BSicon "uPSTR(L)" | Unknown BSicon "PLTr" + Unknown BSicon "STR azure" |  |

| Unknown BSicon "b" | Unknown BSicon "uPSTR(R)" | Unknown BSicon "uPSTR(L)" | Unknown BSicon "PLTr" + Unknown BSicon "STR azure" |  |

| Unknown BSicon "b" | Straight track | Straight track | Unknown BSicon "ABZg2" | Unknown BSicon "STRc3" |

| Unknown BSicon "b" | Unknown BSicon "tSTRa" | Unknown BSicon "tSTRa" | Unknown BSicon "STR+c1" | Unknown BSicon "STR+4" |

| Unknown BSicon "b" | Unknown BSicon "tSTRf" | Unknown BSicon "tSTRg" | One way forward | One way backward |

| Unknown BSicon "b" | One way forward | One way backward | Track end start |  |

| Unknown BSicon "b" | Straight track | Unknown BSicon "ABZg2" | Unknown BSicon "STR+c3" |  |

| Unknown BSicon "b" | Straight track | Unknown BSicon "STR+c1" | Unknown BSicon "ABZg+4" |  |

| Unknown BSicon "b" | Unknown BSicon "uPSTR(R)" | Unknown BSicon "uPSTR(L)" | Unknown BSicon "PLTr" + Unknown BSicon "STR azure" |  |

| Unknown BSicon "b" | Unknown BSicon "uPSTR(R)" | Unknown BSicon "uPSTR(L)" | Unknown BSicon "PLTr" + Unknown BSicon "STR azure" |  |

| Unknown BSicon "b" | Straight track | Straight track | Unknown BSicon "ABZg2" | Unknown BSicon "STRc3" |

| Unknown BSicon "b" | Unknown BSicon "tSTRa" | Unknown BSicon "tSTRa" | Unknown BSicon "STR+c1" | Unknown BSicon "STR+4" |

| Unknown BSicon "b" | Unknown BSicon "tSTRf" | Unknown BSicon "tSTRg" | One way forward | One way backward |

| Unknown BSicon "b" | One way forward | One way backward | Track end start |  |

| Unknown BSicon "b" | Straight track | Unknown BSicon "ABZg2" | Unknown BSicon "STR+c3" |  |

| Unknown BSicon "b" | Straight track | Unknown BSicon "STR+c1" | Unknown BSicon "ABZg+4" |  |

| Unknown BSicon "b" | Unknown BSicon "uPSTR(R)" | Unknown BSicon "uPSTR(L)" | Unknown BSicon "PLTr" + Unknown BSicon "STR azure" |  |

| Unknown BSicon "b" | Unknown BSicon "uPSTR(R)" | Unknown BSicon "uPSTR(L)" | Unknown BSicon "PLTr" + Unknown BSicon "STR azure" |  |

| Unknown BSicon "b" | Straight track | Straight track | Unknown BSicon "ABZg2" | Unknown BSicon "STRc3" |

| Unknown BSicon "b" | Unknown BSicon "tSTRa" | Unknown BSicon "tSTRa" | Unknown BSicon "STR+c1" | Unknown BSicon "STR+4" |

| Unknown BSicon "b" | Unknown BSicon "tSTRf" | Unknown BSicon "tSTRg" | One way forward | One way backward |

| Unknown BSicon "b" | One way forward | One way backward | Track end start |  |

| Unknown BSicon "b" | Straight track | Unknown BSicon "ABZg2" | Unknown BSicon "STR+c3" |  |

| Unknown BSicon "b" | Straight track | Unknown BSicon "STR+c1" | Unknown BSicon "ABZg+4" |  |

| Unknown BSicon "b" | Unknown BSicon "uPSTR(R)" | Unknown BSicon "uPSTR(L)" | Unknown BSicon "PLTr" + Unknown BSicon "STR azure" |  |

| Unknown BSicon "b" | Unknown BSicon "uPSTR(R)" | Unknown BSicon "uPSTR(L)" | Unknown BSicon "PLTr" + Unknown BSicon "STR azure" |  |

| Unknown BSicon "b" | Straight track | Straight track | Unknown BSicon "ABZg2" | Unknown BSicon "STRc3" |

| Unknown BSicon "b" | Unknown BSicon "tSTRa" | Unknown BSicon "tSTRa" | Unknown BSicon "STR+c1" | Unknown BSicon "STR+4" |

| Unknown BSicon "b" | Unknown BSicon "tSTRf" | Unknown BSicon "tSTRg" | One way forward | One way backward |

## Framtida planer
Från 2018 ska man på Kuntsevskaja också kunna byta till stationen Mozjajskaja på Andra ringlinjen.